# Antti Kasvio
Antti Alexander Kasvio, né le 20 décembre 1973 à Espoo, est un nageur finlandais, spécialiste des épreuves de 200 et 400 m nage libre.

## Biographie
Avec Jani Sievinen, il est le meilleur représentant de la natation finlandaise des années 1990.
Il a été champion du monde (bassins de 25 et 50 m) de l'épreuve du 200 m nage libre et également champion d'Europe de cette discipline et de celle du 400 m nage libre.

## Palmarès

### Jeux olympiques d'été
- Jeux olympiques d'été de 1992 à Barcelone  Espagne
  -  médaille de bronze du 200 m nage libre (1 min 47 s 63)

### Championnats du monde en grand bassin
- Championnats du monde 1994 à Rome  Italie
  -  médaille d'or du 200 m nage libre (1 min 47 s 32)
  -  médaille d'argent du 400 m nage libre (3 min 48 s 55)

### Championnats du monde en petit bassin
- Championnats du monde 1993 à Palma de Majorque  Espagne
  -  médaille d'or du 200 m nage libre (1 min 45 s 21)
  -  médaille d'argent du 400 m nage libre (3 min 42 s 98)

### Championnats d'Europe en grand bassin
- Championnats d'Europe 1993 à Sheffield  Angleterre
  -  médaille d'or du 200 m nage libre (1 min 47 s 11)
  -  médaille d'or du 400 m nage libre (3 min 47 s 81)
- Championnats d'Europe 1995 à Vienne  Autriche
  -  médaille de bronze du 200 m nage libre (1 min 49 s 24)

### Championnats d'Europe en petit bassin
- Championnats d'Europe 1992  à Espoo  Finlande
  -  médaille d'or du 4 × 50 m 4 nages (1 min 38 s 10)
  -  médaille d'argent du 100 m 4 nages (54 s 93)